# Karl Wilhelm Ludwig Friedrich von Drais von Sauerbronn

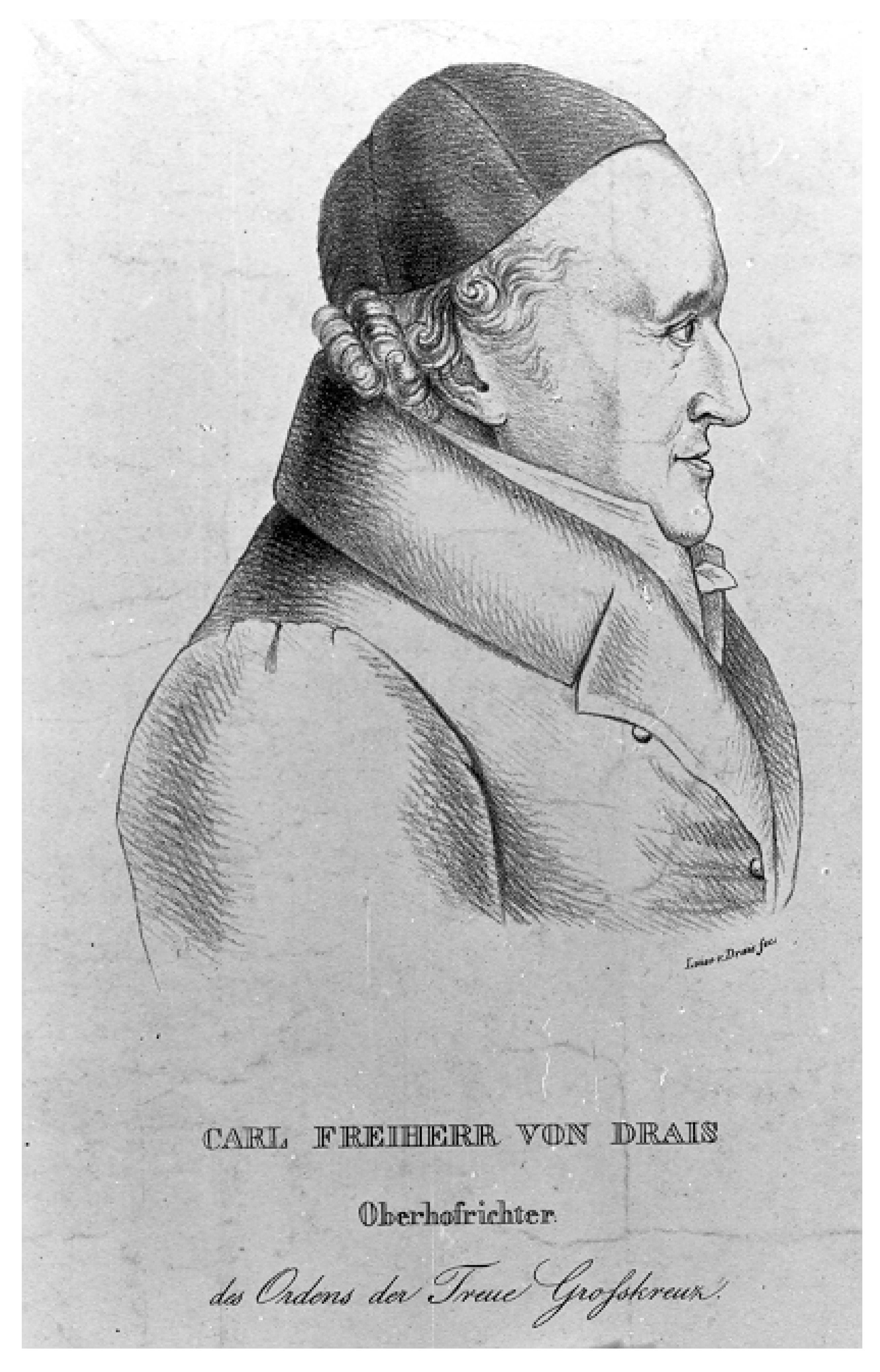
Karl Wilhelm Ludwig Friedrich von Drais Freiherr von Sauerbronn;
Lithografie nach einer Bleistiftzeichnung von Drais’ Tochter Louise

Karl Wilhelm Ludwig Friedrich von Drais Freiherr von Sauerbronn  (* 23. September 1755 in Ansbach; † 2. Februar 1830 in Mannheim) war großherzoglich-badischer geheimer Rat und Oberhofrichter. Großherzog Karl Friedrich beauftragte ihn 1806 als Hofkommissar mit der Eingliederung des Breisgaus in das Großherzogtum. Er ist der Vater von Karl Drais, dem Erfinder des Zweirades.

## Leben

### Herkunft
Die Familie Drais von Sauerbronn ging auf ein lothringisches Adelsgeschlecht zurück. Seit dem Anfang des 18. Jahrhunderts diente sie der Markgrafschaft Baden und dem Fürstentum Ansbach. Karl Wilhelm Ludwig Friedrich von Drais Freiherr von Sauerbronn trat 1777 in markgräflich badische Dienste. 1784 heiratete er die Freifrau Ernestine Christine von Kaltenthal. Ihr Sohn Karl erblickte am 29. April 1785 das Licht der Welt und wurde als der Erfinder des Zweirades als Laufmaschine weitaus berühmter als sein Vater.

### Obervogt in Kirchberg (Hunsrück)
Nach epileptischen Anfällen seines mit Sondergeschäften überbürdeten Hofrats versetzte ihn Dienstherr Markgraf Karl Friedrich 1790 nach Kirchberg, das Oberzentrum der badischen Grafschaft Sponheim im Hunsrück. Drais gelang schließlich eine Selbstheilung durch Diät und andere Maßnahmen, die er 1798 in seinem unter dem Pseudonym Diätophilus erschienenen ausführlichen, in zwei Bänden in einem Schweizer Verlag veröffentlichten Krankenbericht beschrieb. Wegen der vorrückenden französischen Revolutionstruppen musste Drais 1794 erworbene Äcker verkaufen und kurzzeitig nach Winningen fliehen. Im Frieden von Basel verlor Baden seine linksrheinischen Gebiete, und Drais kehrte bei halbem Sold entlassen nach Durlach zurück. Für die Dauer des Rastatter Kongresses 1797–99 ernannte Karl Friedrich Drais zum Polizeidirektor und setzte ihn anschließend in Karlsruhe wieder ein. 1799 wurde er geheimer Regierungsrat und Direktor der Polizei der Residenz, 1803 Präsident des kurfürstlichen Hofgerichts der Markgrafschaft, 1806 wirklicher geheimer Rat erster Klasse.

### Badischer Besitznahmekommissar
Nach der vernichtenden Niederlage im Dritten Koalitionskrieg bei Austerlitz amputierte 1805 Napoleon im Frieden von Pressburg das neue österreichische Kaiserreich Franz’ I. beträchtlich. Die vorderösterreichischen Gebiete am Oberrhein kamen dabei an das zum Großherzogtum avancierte Baden. In Karlsruhe wusste man um die Anhänglichkeit der Breisgauer an das habsburgische Herrscherhaus und war sich der heiklen Aufgabe, den katholischen Süden mit dem protestantischen Norden zu vereinen, bewusst. Zu Beginn des Jahres 1806 war Freiburg von französischen Truppen unter General Monard besetzt, doch es residierte dort immer noch der Präsident der vorderösterreichischen erzherzoglichen Regierung Hermann von Greiffenegg. In diese delikate Umgebung schickte der Kurfürst und Großherzog Karl Friedrich einen seiner besten Leute, den Protestanten und früheren Rastatter Polizeipräsidenten und wirklichen geheimen Rat mit Sitz auf der Kammer und Hofkommissar Karl Wilhelm Ludwig Friedrich von Drais Freiherr von Sauerbronn.
Am 15. April 1806 übergab General Monard in einer feierlichen Zeremonie im Freiburger Münster den Breisgau an Hofkommissar von Drais von Sauerbronn. Dieser pries in seiner Rede den neuen badischen Landesherren und dessen Förderer: „Der Stifter dieses möglichen größeren Glücks ist der Held des Zeitalters, Napoleon, zum ersten Gründer der Ausführung hat uns Gott den Kurfürsten Karl Friedrich noch aufbewahrt – den Landesvater und Biedermann, der seit 60 Jahren mit tugendhafter Mäßigung und mit menschenfreundlichen Anordnungen regiert.“
Die neue badische Herrschaft betrieb die Übernahme des Breisgaus und seiner Hauptstadt zügig. Da schickte Freiburg eine Deputation mit Gesuchen zur Erhaltung alter Rechte nach Karlsruhe und machte darin das „freywillige Anerbiethen, für den protestantischen Gottesdienst eine der dahiesigen Kirchen einzuräumen.“ Politisch klug setzte sich von Drais von Sauerbronn für die Freiburger Bitten in Karlsruhe ein und erreichte unter anderem den so wichtigen Fortbestand der katholischen Universität, die ihn zum Ehrendoktor ernannte. Er kümmerte sich persönlich um die Einrichtung einer evangelischen Pfarrkirche nebst Pfarr- und Schulgebäude. Nach langem Zögern lehnte von Drais von Sauerbronns Wunschkandidat Johann Peter Hebel die Pfarrstelle ab, die dann der erst 27-jährige Physiker Gustav Friedrich Wucherer bekleidete.

### Gründung der Freiburger Lesegesellschaft
Bereits im Herbst 1806 regte von Drais in Freiburg die Gründung einer Lesegesellschaft, eines Ortes der Musen, der späteren Museumsgesellschaft, an. Er wurde ihr erster Präsident und erläuterte die Gründung: „Ein edles Bedürfniß des Geistes – eine Lesegesellschaft – war längste der Wunsch vieler Gebildeter in Freyburg und ich bin von mehreren Seiten veranlaßt worden, zur Realisierung vom neuen Jahr an beizuwirken ...“ Von Drais schloss seine Ansprache anlässlich der Gründung der Freiburger Lesegesellschaft am 4. Januar 1807 mit den Worten: „Wenn wir nun zu der schönen fruchtbaren Natur dieses Landes noch städtische Freuden der Geselligkeit hinzutun – ist es Leichtsinn und Unglücke? Nein! Es ist vernünftiger Genuß unseres Glückes.“ Zu den Mitgliedern der Gesellschaft gehörten intellektuell und politisch führende Persönlichkeiten Freiburgs wie der Regierungsrat und Hofrichter Freiherr Konrad von Andlaw, der Stadtdirektor Freiherr Karl von Baden, der Mediziner Alexander Ecker, der Verleger Bartholomä Herder, der Altphilologe und Theologe Johann Leonhard Hug, der Dichter Johann Georg Jacobi, der Historiker Karl von Rotteck und der Hofrat und Professor Johann Kaspar Ruef. Unter den Gründern befanden sich Mitglieder beider Konfessionen, und so ist anzunehmen, dass von Drais von Sauerbronn die Lesegesellschaft auch als ein Mittel verstand, den überwiegend protestantischen Norden Badens mit dem weitgehend katholischen Süden, wie Jacobi es ausdrückte, zu vermählen.

### Endgültiger Übergang des Breisgaus an Baden
Während der napoleonischen Zeit richtete man sich in Freiburg mit der neuen badischen Herrschaft ein, doch nach der Befreiung vom französischen Joch in der Restauration ab 1813 brach die Anhänglichkeit der österreichischen Vorlande an das Habsburger Herrscherhaus von neuem hervor. Die Mehrheit der Bevölkerung  hoffte, dass der Kaiser den Breisgau wieder an sich ziehen möge. Doch von Drais hatte schon 1806 die Zähringer Abstammung des Badener Herrscherhauses beschworen und die folgende Sprachregelung ausgegeben: „Die Politik hat hier wieder vereinigt, was auch in früheren Zeiten schon unter den Etikoen und Bertholden glücklich verbunden war. In der That ist es ein freundlicher historischer Wink, daß dieses schöne Land, unter allen Wechseln und Stürmen der Zeit, von seinem ältesten Regenten-Stamm untrennbar geblieben ist. Nachdem die Herzöge von Zähringen ausgestorben waren, wurde es von deren Nachkommen, den Markgrafen von Hochberg, nachmals von dem österreichischen Erzhaus, welches gleichfalls vom Etiko stammet, beherrscht, und fällt nun wieder an die Enkel der Zähringer zurück.“ Der Wiener Kongress entschied in diesem Sinne. Damit war die Diskussion über die Zugehörigkeit des Breisgaus aber nicht beendet und von Drais beteiligte sich aktiv an dem publizistischen Streit mit einer Schrift: Über den Besitz der badischen Rheinpfalz und des Breisgaues.

### Oberhofrichter in Bruchsal und Mannheim und Tod
Bereits 1808 verließ von Drais Freiburg, als er zum Oberhofrichter am höchsten Gerichtshof Badens in Bruchsal bestellt wurde. Mit der Verlegung des Oberhofgerichts 1810 nach Mannheim zog auch Drais in die Quadratestadt. Im selben Jahr wurde er zum Großkreuz des Hausordens der Treue ernannt. Seine Vergangenheit aber ließ ihn nicht los und so veröffentlichte er in Karlsruhe 1818 „eine fleißige, gründliche und lichtvolle Arbeit“ in zwei Bänden: Geschichte der Regierung und Bildung von Baden unter Karl Friedrich.
1827 erhielt er die Ehrenbürgerwürde der Städte Mannheim und Durlach. Im Jahre 1830 starb von Drais in Mannheim. Seine Umbettung in den neuen Mannheimer Friedhof unterblieb 1869 wohl auf Betreiben von Anhängern des Kotzebue-Mörders Karl Ludwig Sand wegen seiner Beteiligung an dessen Verurteilung und Hinrichtung 1820. Der alte lutherische Friedhof ist seither überbaut.

## Werke
- C.W.F.L. Freiherr von Drais: Geschichte der Regierung und Bildung von Baden unter Carl Friedrich vor der Revolutionszeit – Erster Band, im Verlag der C.F. Müller´schen Hofbuchhandlung, Carlsruhe 1816 in der Google-Buchsuche. Digitalisat des Exemplars der bayerischen Staatsbibliothek
- C.W.F.L. Freiherr von Drais: Geschichte der Regierung und Bildung von Baden unter Carl Friedrich vor der Revolution – Zweiter und letzter Band, im Verlag der C.F. Müller´schen Hofbuchhandlung, Carlsruhe 1818 in der Google-Buchsuche. Digitalisat des Exemplars der bayerischen Staatsbibliothek
- Über den badischen Besitz der Rheinpfalz und des Breisgaus. 2. Auflage, Macklot, Karlsruhe 1818 online in der Google-Buchsuche